# 波羅莫
波羅莫（Boromir，第三紀元2978年~第三紀元3019年）是在約翰·羅納德·瑞爾·托爾金的史詩奇幻小說《魔戒》三部曲中的人物，他初登場於《魔戒首部曲：魔戒現身》中，也在《魔戒三部曲：王者再臨》中被提及。
他是剛鐸攝政王迪耐瑟二世的長子，法拉墨的兄長。

## 生平
波羅莫出生於第三紀元2978年，父親是迪耐瑟，母親是艾德拉希爾之女芬朵拉斯。他的弟弟，法拉墨在2983年出生。而在下一年，迪耐瑟承繼了他父親，愛克西力昂二世，剛鐸宰相的職位。
在芬朵拉斯去世後，迪耐瑟變得更憂鬱、更沉默。波羅莫比弟弟大五歲，是父親的最愛，他的長相和自信與父親極為相似。但兩人的相像也到此為止。波羅莫像古代的爾諾皇帝一樣，不願意娶妻，只喜歡一切和格鬥與武器相關的事情。他無可畏懼，可力敵百人，但對歷史記載嗤之以鼻，唯一感興趣的就是古代的戰史。
他帶著一段預言來到瑞文戴爾，參與了愛隆會議，並成為魔戒遠征隊的一員。但他在途中卻無法抗拒魔戒所散發的誘惑而試圖奪取魔戒（臨終前將自己曾經的意圖告訴亞拉岡），最後為了保護梅里和皮聘兩人與強獸人奮戰至死。戰死前他曾最後一次吹響號角，但是卻無法等到援軍的到來......。
在他戰死後，同是魔戒遠征隊的亞拉岡唱道：

穿過洛汗一望無際的草原，

西風步履輕盈來到城牆邊。

喔，漫遊的風兒，今晚你從西方帶來什麼消息？

是否見到壯士波羅莫在月光下的聲息？

我見他策馬越過七溪流，越過寬廣大江；

我見他疾行於荒野，進入北方，

那魔影遍布之地，自此杳無音訊。

北風或許聽見迪耐瑟之子的號角傳訊。

壯哉波羅莫，從那高牆上我看向遠方，

但你的身影卻不再出現在那荒蕪人煙的地方。

## 改編
在英國廣播公司的1955年廣播劇《魔戒》中，波羅莫由Derek Prentice配音。
在雷夫·巴克西的動畫版《魔戒》，波羅莫由迈克尔·格拉汉姆·考克斯配音。該作中的波羅莫的造型類似維京人。
在彼得·傑克森的《魔戒電影三部曲》中，波羅莫由英國演員西恩·賓（Sean Bean）飾演。西恩·賓形容這個角色「為魔戒遠征隊帶來了人性」。

## 參看
- 法拉墨
- 迪耐瑟二世

## 外部連結
- IMDb上波羅莫 （页面存档备份，存于）的資料（英文）
- Boromir （页面存档备份，存于）在Tolkien Gateway上的條目（英文）